# ラ・ブーム2
『ラ・ブーム2』（La Boum 2）は、1982年に製作されたクロード・ピノトー監督によるフランスの映画である。1980年製作の『ラ・ブーム』の続編であり、スタッフや出演メンバーもほぼ同じである。

## ストーリー
前作から2年後、15歳のヴィックの物語。歯科医から研究者に転身した父とアニメーション作家として成功した母の単身赴任騒ぎ、曾祖母プペットの44年間想い続けた男性との結婚など大人のストーリーも進みながら、ホームステイ先のザルツブルク郊外からの帰り、列車車内でパスポートを取り違えられてしまったフィリップとの出会いと恋模様を描く。

## 出演
- クロード・ブラッスール：フランソワ・ベレトン François Berreton
- ブリジット・フォッセー：フランソワーズ・ベレトン Françoise Berreton
- ソフィー・マルソー：ヴィック・ベレトン Victoire "Vic" Berreton
- ドゥニーズ・グレイ (fr)：プペット・ヴァラディエ Poupette Valadier
- ランベール・ウィルソン：フェリックス・マレシャル Félix Maréchal
- ピエール・コッソ (fr)：フィリップ・ベルチエ Philippe Berthier
- アレクサンドル・スターリング (en fr)：マチュー Mathieu
- シェイラ・オコナー (fr)：ペネロープ・フォンタネ Pénélope Fontanet
- アレクサンドラ・ゴナン (fr)：サマンタ・フォンタネ Samantha Fontanet
- ジャン＝フィリップ・レオナール (fr)：ステファン Stéphane[2]

## 主題歌
クック・ダ・ブックス (en) が歌う主題歌「恋する瞳」(Your Eyes) は、青のハート形レコードで、中央のレーベルにはソフィー・マルソーの写真を入れて売り出された。前作は作中に主題歌歌手が登場していないが、本作ではコンサートの場面に実名で出演している。

## 賞
- セザール賞（1983年）
ソフィー・マルソーに対して最優秀新人女優賞

## 作中に登場する実在の人・事・物
場所や時代を強く示すもののみ。
- リセ・アンリ＝キャトル (Lycée Henri-IV)：パリ5区にある名門公立校
- ラ・パゴッド (Cinéma La Pagode)：パリ7区にある日本庭園と日本建築風の映画館
- ロダン美術館 (Musée Rodin)：パリ7区にある美術館
- ラ・クーポール  (La Coupole)：モンパルナスにある有名なブラッスリー
- アンジュリナ  (Angelina)：パリ1区リヴォリ通りにあるモンブランで有名なカフェないしパティスリー
- 21, rue Valette：パリ5区にあるビックのアパルトマンの場所
- 6, rue de l'Échaudé：パリ6区にあるフィリップのアパルトマンの場所
- イザベル・アジャーニ：フィリップがヴィックに似ていると言った女優
- パリ東駅：冒頭と結末の場面になった駅
- パリ・リヨン駅：父が単身赴任に出発する駅
- マトラ・シムカ・ランチョ：ベレトン一家の車
- カルトランジュ：ヴィックとフィリップが見せあうパリの全線定期
- フォントネー (fr)：2人がヴァンセンヌ方面と間違えて乗ったバスの、フォントネー＝スー＝ボワのヴァル＝ド＝フォントネー駅 (fr) にある終点。
- キックボクシング：フィリップ、サマンサらがやっている、当時流行の格闘技